# إينيغو مونيوث
إينيغو مونيوث (بالإسبانية: Iñigo Muñoz)‏ هو لاعب كرة قدم إسباني، ولد في 16 ديسمبر 1996 في بلباو في إسبانيا. لعب مع أتلتيك بيلباو ب وأتلتيك بيلباو ونادي غرنيكا.

## وصلات خارجية
- إينيغو مونيوث على موقع قاعدة بيانات كرة القدم.إي يو (الإنجليزية)
- إينيغو مونيوث على موقع Soccerway.com (الإنجليزية)